# Carolina (Südafrika)
Carolina ist eine Stadt in der südafrikanischen Provinz Mpumalanga. Sie ist Verwaltungssitz der Gemeinde Albert Luthuli im Distrikt Gert Sibande.

## Geographie
Carolina liegt nahe dem Komati in der Grass and Wetlands Region (etwa: „Gras- und Feuchtlandregion“). 2011 lebten hier 16.846 Einwohner. Zur Stadt gehören das Township Silobela im Süden des Stadtgebiets, wo allein mehr als 11.000 Menschen leben. Carolina liegt westlich von Eswatini.

## Geschichte
Carolina wurde 1883 als Ausspannstation zu den Goldfeldern von Barberton auf dem Gebiet der Farmen Groenvlei und Goedehoop gegründet. Der Gründer Cornelius Johannes Coetzee benannte den Ort nach seiner Frau Carolina. 1888 wurde ein Kirchengebäude der Niederländisch-reformierten Kirche errichtet. Im Zweiten Burenkrieg wurde 1900 fast der gesamte Ort zerstört, jedoch nach dem Krieg wieder aufgebaut. 1907 erhielt der Ort Anschluss an die Bahnstrecke Ermelo–Carolina–Machadodorp.

## Wirtschaft und Verkehr
Haupteinnahmequelle ist die Landwirtschaft; daneben werden Steinkohle und Schmucksteine abgebaut. Touristisch bedeutsam sind Felszeichnungen der San und das Nooitgedacht Dam Nature Reserve, das vor allem für seine Vogelarten bekannt ist. In der Stadt befindet sich das Carolina Hospital.
In Carolina treffen sich drei Regionalstraßen: Die R33 führt von eMakhazeni im Nordwesten nach Amsterdam im Südosten, die R36 verläuft in Nordost-Südwest-Richtung und verbindet Mashishing mit Ermelo, und die R38 führt von Bethal im Westen nach eManzana im Osten.